# Leucophlebia lineata
Leucophlebia lineata är en fjärilsart som beskrevs av John Obadiah Westwood 1848. Leucophlebia lineata ingår i släktet Leucophlebia och familjen svärmare. Inga underarter finns listade i Catalogue of Life.